# 王準
王準（1494年—？），字子推，别号石谷，陕西秦府儀衞司（今陝西省咸宁县）旗籍浙江青田县人，明朝政治人物。

## 生平
治《礼记》，由國子生中式正德十一年（1516年）丙子科陕西鄉試第五名舉人，嘉靖二年（1523年）登癸未科會試第二百五名，第三甲第一百十一名進士。授高平縣知縣。七年（1528年）正月升任禮科給事中，奉敕巡視團營軍務，劾郭勛專恣罪。八年七月，彈劾首輔張璁、桂萼，被貶為雲南富民縣典史。稍遷知縣。十一年正月都御史汪鋐按照張璁之意，以考察而罷免。户科左给事中孙应奎为王準不平，遂劾奏汪鋐，应奎謫为高平县丞，而准亦被斥为民。《明史》有傳。

## 家族
曾祖王禮，仪卫正。祖父王玹，七品散官。父王鑰。前母李氏；母喬氏；继母张氏。慈侍下。兄王溥，典仗；王润，冠帶總旗；王治，署教谕举人；王沼；王法；弟王沐。